# Yale (langue papoue)
Pour les articles homonymes, voir Yale (homonymie).
Le yale (ou yalë) est une langue papoue parlée en Papouasie-Nouvelle-Guinée, dans la province de Sandaun.

## Classification
Le yale est classé par Ross, tout comme par Haspelmath, Hammarström, Forkel et Bank comme un isolat linguistique.

## Sources
- (en) Malcolm Ross, 2005, Pronouns as a preliminary diagnostic for grouping Papuan languages, dans Andrew Pawley, Robert Attenborough, Robin Hide, Jack Golson (éditeurs) Papuan pasts: cultural, linguistic and biological histories of Papuan-speaking peoples, Canberra, Pacific Linguistics. pp. 15–66.